# Milan Mölzer
Milan Mölzer (* 1937 in Prag; † 22. Mai 1976 in Düsseldorf) war ein tschechischer Pantomime und bildender Künstler.

## Leben und Werk
Milan Mölzer wuchs in der Tschechoslowakei auf, schloss ein Studium an der Technischen Universität in Liberec ab und arbeitete danach als Schriftsetzer. Mölzer studierte Pantomime bei dem Tänzer und Choreografen Miloslav Lipinský und trat in verschiedenen kleinen Theatern und Kabaretts auf.
Von 1960 bis 1961 war Mölzer als Pantomime im Divadlo Experiment in Pardubice tätig, wo Jiří Srnec ihn entdeckte und für das Theatre Srnec, eines der ersten Schwarzlichttheater der Welt, anwarb.
1968 emigrierten Mölzer und seine Familie nach Deutschland. Milan Mölzer studierte Malerei an der Kunstakademie Düsseldorf bei Gerhard Hoehme, einem Vertreter der Informellen Kunst. Nach Mölzers Tod im Jahre 1976 wurden die Werke Reiseheft und Reisetagebuch von ihm auf der documenta 6 gezeigt. Es handelt sich dabei um Werke der Optischen Poesie.
In beiden Fällen handelt es sich um eine Art Protokolle von Eisenbahnfahrten, die sich, aus während der Fahrt gezogenen Bleistift- bzw. Filzstiftlinien bestehend, in horizontalen Linien manifestieren. Reiseheft dokumentiert eine 3,5-stündige Zugfahrt von Darmstadt nach Köln und das Reisetagebuch eine Zugfahrt von Darmstadt nach Düsseldorf über Mainz. Die Zugbewegung bestimmt die Form der entstehenden Linie. Assoziationen zu den Aufzeichnungen eines Vitaldatenmonitors oder eines Seismographen liegen nahe.

## Einzelausstellungen
- 2012: Zdeněk Sklenář, S, Prag
- 1977: Kulturgeschichtliches Museum Osnabrück, Osnabrück
- 1976: memorial exhibition (July 20 – August 22) Städtische Kunsthalle Düsseldorf
- 1976: Städtische Kunsthalle, Darmstadt
- 1976: Galerie Hermanns, Fürstenfeldbruck
- 1976: Gallery 44, Kaarst
- 1975: Galerie Beniamino, Mailand
- 1975: Galerie Hermanns, Fürstenfeldbruck
- 1975: Contradiction, Paris
- 1975: Junior Galerie, Düsseldorf
- 1975: Galerie Löhrl, Willich-Schiefbahn
- 1974: Galerie Hermanns, Fürstenfeldbruck
- 1974: Galerie m Bochum
- 1962: Theatre on the Balustrade, Prag

## Gruppenausstellungen
- 1977: documenta 6, Kassel
- 1975: Galerie Portfolio, Düsseldorf
- 1975: Winterausstellung, Düsseldorf
- 1975: Internationaler Kunstmarkt Köln
- 1975: Grands et jeunes d’ aujourd’hui, Paris
- 1975: Arte Fiera Bologna
- 1975: L’unique Objet, Paris
- 1974: IKI Düsseldorf
- 1974: Galerie Die Hanse, Essen
- 1974: Art 5’74, Basel, Edition Wack
- 1974: Grands et jeunes d’ aujourd’hui, Paris
- 1973: IKI Düsseldorf

## Ausstellungskataloge
- 1992: Sammlung Junge Kunst der König-Brauerei Nassauischer Kunstverein, Wiesbaden
- 1984: Zeichnen konkret in Deutschland heute Kunstverein Freiburg, Freiburg im Breisgau
- 1983: Zeichnen konkret in Deutschland heute Museum Pfalzgalerie Kaiserslautern, Kaiserslautern
- 1976: Milan Mölzer – Objekte, Zeichnungen + Milan Mölzer und Vera Röhm in der Kunsthalle Darmstadt